# UbuWeb
UbuWeb fue un sitio web sobre arte vanguardista, fundado en 1996 por el poeta Kenneth Goldsmith. Allí podía encontrarse poesía concreta y sonora, archivos de vídeoarte, cine underground y Arte sonoro.

## Filosofía
UbuWeb fue fundada como respuesta a la distribución marginal de material crucial de arte vanguardista. El sitio no tenía ánimo de lucro y tampoco se preocupaba de si las obras contaban con derechos de autor. De hecho, mantenía una lista de los artistas que han puesto obstáculos a esta filosofía, aunque muchos de ellos aceptan de buen grado la distribución de sus obras.